# Peresvet (arma laser)
Il Peresvet (in cirillico: Пересвет) è un'arma laser di fabbricazione russa, progettata, si suppone, per difendere postazioni mobili o sili in cui sono allocati i missili intercontinentali delle forze missilistiche russe. A ogni modo, la maggior parte delle informazioni su tale arma è coperta da segreto militare.
Il sistema prende il nome da Alexander Peresvet, monaco guerriero del XIV secolo, eroe della battaglia di Kulikovo, ed è stato scelto tramite sondaggio online sul sito del Ministero russo della Difesa. Il Peresvet è una delle sei nuove armi strategiche russe svelate dal presidente russo Vladimir Putin il 1º marzo 2018 dinanzi all'Assemblea Federale, ed è entrato formalmente in servizio nel dicembre 2019.

## Caratteristiche
Il laser Peresvet può essere utilizzato per neutralizzare velivoli senza equipaggio, missili cruise e altri velivoli a bassa quota. Allo stesso tempo però, la sua efficacia dipende direttamente dalle condizioni ambientali: con il bel tempo funziona perfettamente, ma in condizioni meteorologiche avverse, gli elementi atmosferici (nebbia, pioggia, neve) possono interferire con l'efficacia del raggio laser prodotto.
In futuro, i laser da combattimento saranno probabilmente in grado di proteggere basi militari con sempre maggiore efficacia e perfino essere montati su velivoli militari.

## Impiego
Il dispiegamento della prima unità di questo tipo presso le forze armate russe è avvenuto nel 2017.
Il 1º dicembre 2018, è entrato in servizio sperimentale di combattimento mentre, secondo le dichiarazioni del Ministro della Difesa dell'epoca, Sergei Shoigu, a partire dal 1º dicembre 2019 i sistemi Peresvet sono stati schierati al seguito di cinque divisioni missilistiche strategiche.
Alcune fonti riferiscono di un rischieramento del sistema nella guerra civile siriana, in occasione del quale sarebbero state sperimentate le sue capacità anti-aeree: al Peresvet è stato attribuito l'abbattimento di un UAV israeliano.